# Asetulia nigropolita
Asetulia nigropolita là một loài ruồi trong họ Tachinidae.